# Ralph McKittrick
Ralph McKittrick (* 17. August 1877 in St. Louis, Missouri; † 4. Mai 1923 ebenda) war ein US-amerikanischer Golf- und Tennisspieler.

## Biografie
Ralph McKittrick, der 1899 seinen Abschluss an der Harvard University gemacht hatte, spielte Golf im St. Louis Country Club. Bei den Olympischen Spielen 1904 in St. Louis konnte er im Mannschaftswettkampf mit der Trans Mississippi Golf Association die Silbermedaille gewinnen. Im Einzelwettbewerb konnte er zusammen mit Stuart Stickney die Qualifikation auf dem ersten Platz abschließen. Im Achtelfinale unterlag er Albert Bond Lambert und schied somit aus dem Turnier aus. Neben dem Golf nahm er auch an den Tenniswettbewerben der Spiele teil. Im Einzel konnte er das Achtelfinale erreichen, wo jedoch gegen Edgar Leonard verlor und aus dem Turnier ausschied. Im Doppel trat er zusammen mit Dwight Filley Davis an. Das Duo unterlag im Achtelfinale den späteren Silbermedaillengewinnern Alphonzo Bell und Robert LeRoy mit 6:8 und 4:6.
Seinen Lebensunterhalt verdiente er im Großhandel von Trockengütern.